# Y a-t-il un Français dans la salle ?
Pour plus de détails, voir Fiche technique et Distribution.
Y a-t-il un Français dans la salle ? est un film français, réalisé par Jean-Pierre Mocky en 1982 d'après le roman éponyme de Frédéric Dard sorti en 1979.

## Synopsis
Peu après la mort de son oncle, Horace Tumelat, chef d'un parti politique, s'aperçoit qu'une lettre pouvant nuire à sa carrière a disparu. Lors de ses recherches, il croise des policiers véreux, des maîtres-chanteurs et s'éprend de Noëlle. Dès lors, plus rien n'a d'importance à ses yeux. Mais sa secrétaire, jalouse, décide de détruire cet amour.

## Fiche technique
- Réalisation : Jean-Pierre Mocky
- Assistant réalisateur : Pascal Baeumler
- Scénario : Jean-Pierre Mocky, Frédéric Dard, d'après son roman
- Dialogues : Frédéric Dard, Jean-Pierre Mocky
- Producteurs : Jacques Dorfmann, Jean-Pierre Mocky
- Montage : Marco Cavé, Jean-Pierre Mocky, Catherine Renault
- Photographie : Michel Kelber
- Musique : Roger Loubet
- Maquillage : Charly Koubesserian
- Décors : Kim Doan, Patrice Mercier
- Son : Philippe Lioret, Luc Perini
- Année : 28 Avril 1982
- Durée : 106 minutes
- Genre : comédie

## Distribution
- Victor Lanoux : Horace Tumelat
- Jacques Dutronc : Éric Plante
- Jacqueline Maillan : madame Fluck
- Michel Galabru : Victor Réglisson
- Dominique Lavanant : Ginette Alcazar
- Andréa Ferréol : Georgette Réglisson
- Jean-François Stévenin : Paul Pauley
- Alain Fourès : Mireille
- Jean-Luc Bideau : inspecteur Maurice Serruti
- Jacques Dufilho : Jean-Marie le maître-chanteur
- Emmanuelle Riva : Adélaïde Tumelat
- Alexandre Rignault : l'Oncle Eusèbe
- Henri Poirier : Jérôme Alcazar
- Dominique Zardi : un syndicaliste
- Jean-Pierre Mocky : le narrateur (non crédité)
- Jean-Claude Romer : un infirmier (non crédité)
- Marion Peterson : Noëlle Réglisson
- François Cavanna : Malgençon, amant de Adélaïde Tumelat
- Jean Barney : Juan Carlo
- Christian Chauvaud : l'homme au Conseil d'État
- Gérard Hoffmann : l'infirmier dans l'ambulance
- Antoine Mayor : l'organiste (non crédité)